# توماس أ. مكمان
توماس أ. مكمان (بالإنجليزية: Thomas A. McMahon) (21 أبريل 1943 - 14 فبراير 1999)؛ روائي أمريكي.